# Rubén Núñez
Rubén Eduardo Núñez Romero (Valencia, Carabobo, Venezuela; 27 de abril de 1930) es un pintor, diseñador industrial y artista de medios mixtos venezolano.

## Vida y obra
A partir de 1945 cursa estudios de dibujo y grabado en la Escuela de Artes Plásticas y Aplicadas. En 1948 forma parte del Taller Libre de Arte de Caracas y de la Barraca de Guaicaipuro (1948-1949). En 1949 viaja a París, donde estudia historia y tecnología del cine con los maestros Paul Langlois y Phillipe Condroyer en la Cinemateca Francesa. En 1952 realiza, junto al mismo Condroyer y con música de Edgar Varèse, el film Espacio-luz. En esos años forma parte del grupo vanguardista Los Disidentes que buscó romper con el academicismo venezolano e integrarse a las nuevas corrientes del arte. En 1952 estudia historia del arte con Jean Cassou en el Museo de Louvre. Durante esa etapa trabaja escultura y pintura. En un principio dirige su atención hacia las técnicas del cinetismo y expone, en la muestra "Espacio-luz" (Galería Suzanne Michel, París), obras de efectos vibratorios con alambres y esferas giratorias, junto a Jesús Soto, Alejandro Otero, Narciso Debourg y el argentino Carmelo Arden Quin (1951). Entre 1955 y 1959 estudia tecnología del vidrio en el IVR Mazzega (Murano, Italia). En estos años se dedica a cultivar las técnicas del cristal y el vidrio y se hace acreedor del Premio Nacional de Artes Plásticas de 1959 por Familia de formas. Suyo es también el célebre diseño de la botella del Ron Añejo Pampero Especial, la "caneca", que se exhibe en varios museos de Estados Unidos y Europa.
En 1969 visita distintas universidades y museos de ciencias y tecnología con el fin de apreciar y conocer de cerca la holografía, técnica con la cual se obtienen imágenes tridimensionales al utilizar rayos láser sobre una superficie sensible para crear figuras tridimensionales. Entre 1972 y 1974 realiza estudios de historia de la ciencia y la tecnología en la Universidad de Londres y en el Museo de Ciencias de la misma ciudad. En 1974 toma el camino de la holografía como medio de expresión artística al cursar estudios sobre esta disciplina en el Instituto de Óptica de París. Entre 1976 y 1980 realiza estudios avanzados en la Escuela de Holografía de Nueva York; además experimenta con rayos láser de potencia en el Laboratorio de la Alianza de la misma ciudad, con Jody Burns, Tung Jeong y Steven Benton (1977-1983). Núñez es una de los pocos artistas dentro del campo de la holografía que utiliza esta técnica como medio de expresión, lo que le ha permitido transmitir su propio concepto holográfico llamado holocinética, donde resume sus conocimientos sobre cristales, vidrios y cinetismo. Ha participado en numerosas exposiciones como el Festival de Arte Electrónico (Linz, Austria, 1983), "Un nuevo medio para la técnica y el arte" (Münster, Alemania, 1985), Festival de Viena (1986) y "Visiones holográficas" (Colonia, Alemania, 1991). En 1991 se crea la Escuela de Holografía Espacio-Luz en Valencia (Edo. Carabobo). Catalogado como uno de los grandes artistas en el mundo holográfico, Núñez ha dedicado gran parte de su vida a cultivar y llevar a otros, por medio de sus exposiciones, publicaciones y conferencias los secretos de la alquimia que encierra la holografía. Una conocedora de esta técnica, Rosemary Jackson, escribió sobre Núñez: "tal como aparece en sus trabajos, resulta el registro dimensional del movimiento de la luz en el espacio y en el tiempo, combinando los elementos más creativos de la holografía (intenso color espectral, plena dimensión y la habilidad de englobar el tiempo y el espacio). Esta necesidad imperiosa de lograr hacer arte a través de luz y movimiento, ha producido como resultado una visión mercurial de un cosmos individual lleno de color" (1979). La GAN posee en su colección obras tempranas de Núñez como Composición (laca sobre masonite, 1951), hologramas como Anillos de energía (1974) y Cristal del planeta arco iris (1978) y hologramas estampados como Cosmic circus (Cyguns x 3) (1985)
Obras de Rubén Núñez
- Anillo de Energía. 1978 . Holograma Holocinético transmitido y grabado con rayo láser sobre acetato fotosensible. Holograma: 20,3x 25,3 cm Instalación: 227 x 25,3 x 60 cm. FMN.
- Collage Nº 3. 1950. Collage de papel sobre papel. 28,7 x 25,2 cm. FMN.
- Composición. 1952. Laca sobre cartón piedra. 92,5 x 128 cm. FMN.
- Cosmic-Circus-Cignus x 3. 1985. Holograma estampado y creyón sobre cartón. 40,6x 30,3 cm. FMN.
- Cristal del Planeta Arco Iris. 1974. Holograma holocinético transmitido y emulsión sobre soporte de vidrio iluminado con lámpara de mercurio. 20,5 x 25,4 x 0,5 cm. FMN.
- Hotel de la Paix (Hotel de la Paz). 1952. Serigrafía y acuarela sobre papel. 39,4 x 48,5 cm. FMN.

## Exposiciones individuales
- 1959 "Vidrios", MBA.
- 1964 "Sortarios", MBA.
- 1970 Galería Banap, Caracas.
- 1971 "Pericantares: ludiones de Rubén Núñez", Sala de Exposiciones Cinema Dos, Caracas.
- 1976 "Hologramas y show láser", Club de Ingenieros, Valencia, Edo. Carabobo.
- 1977 "Arte láser: holografía-holocinéticos", GAN.
- 1978 "Holokinetics", Museo de Holografía, Nueva York.
- 1979 "Fotónicos; arte láser", Biblioteca Luis Ángel Arango, Bogotá.
- 1980 "Holokinetics", Museo de Holografía y Nuevos Medios Visuales, Pulheim, Alemania / "Holocinéticos", Museo de Holografía, París.
- 1981 "Fotónicos", Museo de Holografía y Nuevos Medios Visuales, Pulheim, Alemania.
- 1998 "Fotónicos. Esculturas", Galería Heller, Nueva York.

## Premios
- 1959 Premio Nacional de Artes Plásticas, XX Salón Oficial / Premio de la revista Look, Museo Corning del Vidrio, Nueva York
- 1986 Premio Fundación Neumann, XLIV Salón Arturo Michelena
- 1987 Premio Fundación Shearwater, Nueva York
- 1988 Premio Conac, XLVI Salón Arturo Michelena
- 1989 Premio UC, XVI Salón Nacional de las Artes del Fuego, UC

- 1999 Premio a la excelencia de su obra, Salón Nacional de las Artes del Fuego

## Colecciones
- Banco Mercantil, Caracas
- BN
- Colección Cisneros, Caracas
- Fundación Shearwater, Nueva York
- GAN
- Gobernación del Distrito Federal, Caracas
- MBA
- Media Museum ZKM: Center for Art and Media, Karlsruhe, Alemania
- MOMA
- Museo de Holografía y Nuevos Medios Visuales, Pulheim, Alemania
- Museo de Holografía, Nueva York
- Museo de Holografía, París Museo de la Estampa, Ginebra, Suiza
- Museo del Vidrio de Corning, Nueva York